# アッコのかるーく見てみたい
『アッコのかるーく見てみたい』（アッコのかるーくみてみたい）は、1989年10月13日から1990年9月14日までTBS系列局で放送されていたTBS製作のバラエティ番組である。放送時間は毎週金曜 19:00 - 19:30 （日本標準時）。

## 概要
世の中を「かるーく」見るをコンセプトにした番組で、出演者たちが取材VTRを視てコメントをするという内容だった。番組の終了後、金曜19:00枠は再び毎日放送製作枠になった。

## 出演者
- 和田アキ子 - 司会。
- 山瀬まみ
- 梅宮辰夫
- 石原良純
- 田中義剛
- 森口博子

## スタッフ
- プロデューサー：塩川和則、斎藤薫、牛丸謙壱
- 演出：岩村隆史、利根川展、吉田裕二(TBS)
- ディレクター：山地孝英、小野恭裕(IVSテレビ制作)
- 編成担当：水留章(TBS)
- 制作協力：IVSテレビ制作
- 制作著作：TBS

| TBS系列 金曜19:00 - 19:28枠                                      | TBS系列 金曜19:00 - 19:28枠                                                                      | TBS系列 金曜19:00 - 19:28枠                                                |
| 前番組                                                           | 番組名                                                                                           | 次番組                                                                     |
| ---------------------------------------------------------------- | ------------------------------------------------------------------------------------------------ | -------------------------------------------------------------------------- |
| 今晩は・WADAです （1989年4月7日 - 1989年9月15日） ※19:00 - 19:30 | アッコのかるーく見てみたい （1989年10月13日 - 1990年9月14日） 【ここまでTBS制作枠】              | 三丁目の夕日 （1990年10月12日 - 1991年3月22日） 【ここから毎日放送制作枠】 |
| TBS 金曜19:28 - 19:30枠                                          |                                                                                                  |                                                                            |
| 今晩は・WADAです （1989年4月7日 - 1989年9月15日） ※19:00 - 19:30 | アッコのかるーく見てみたい （1989年10月13日 - 1990年9月14日） 【ここまでネットワークセールス枠】 | 日本列島あしたのお天気 【金曜19:58枠から移動】 【ここから関東ローカル枠】  |